# Nowojorskie taksówki

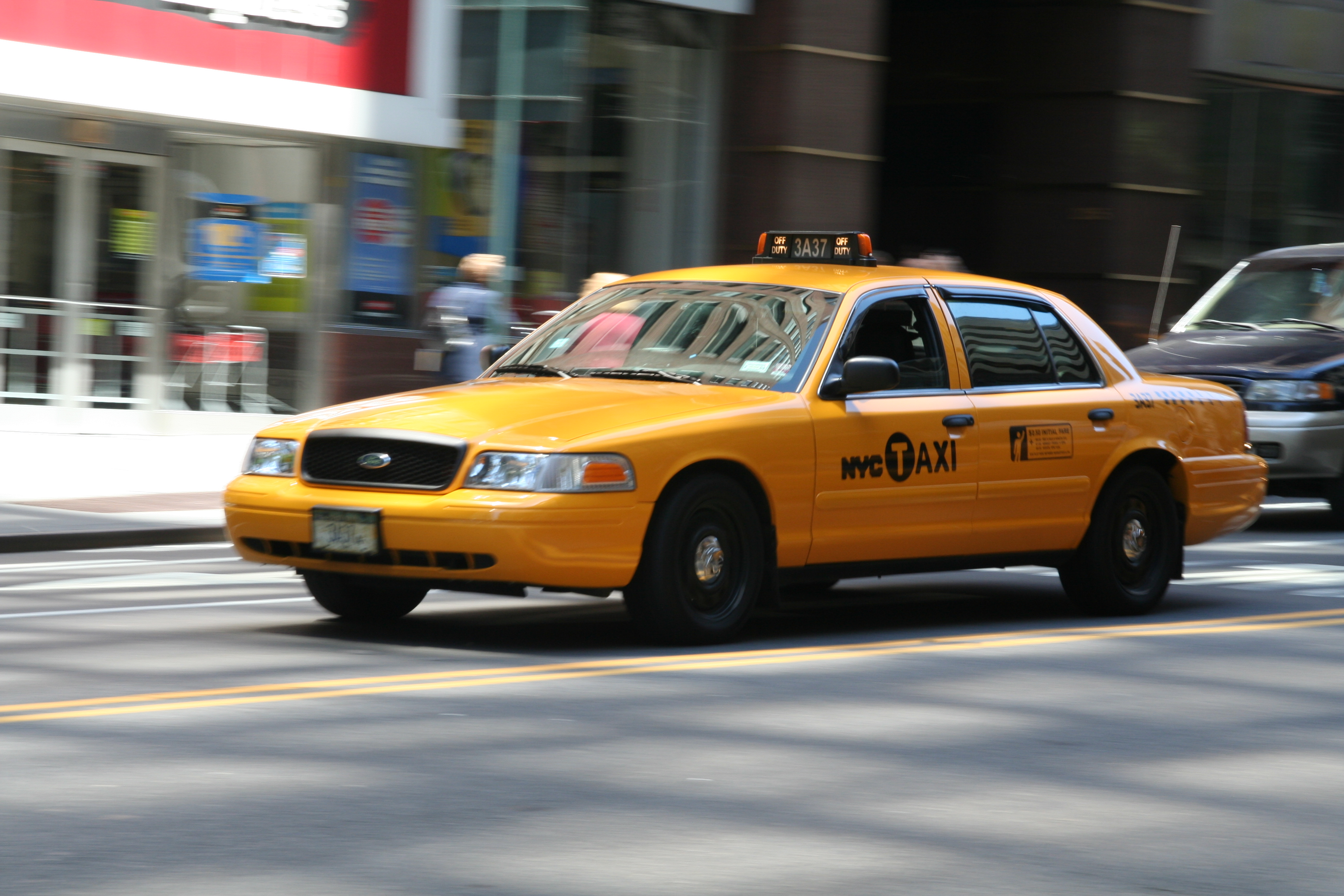
Nowojorska taksówka (Yellow Cab)

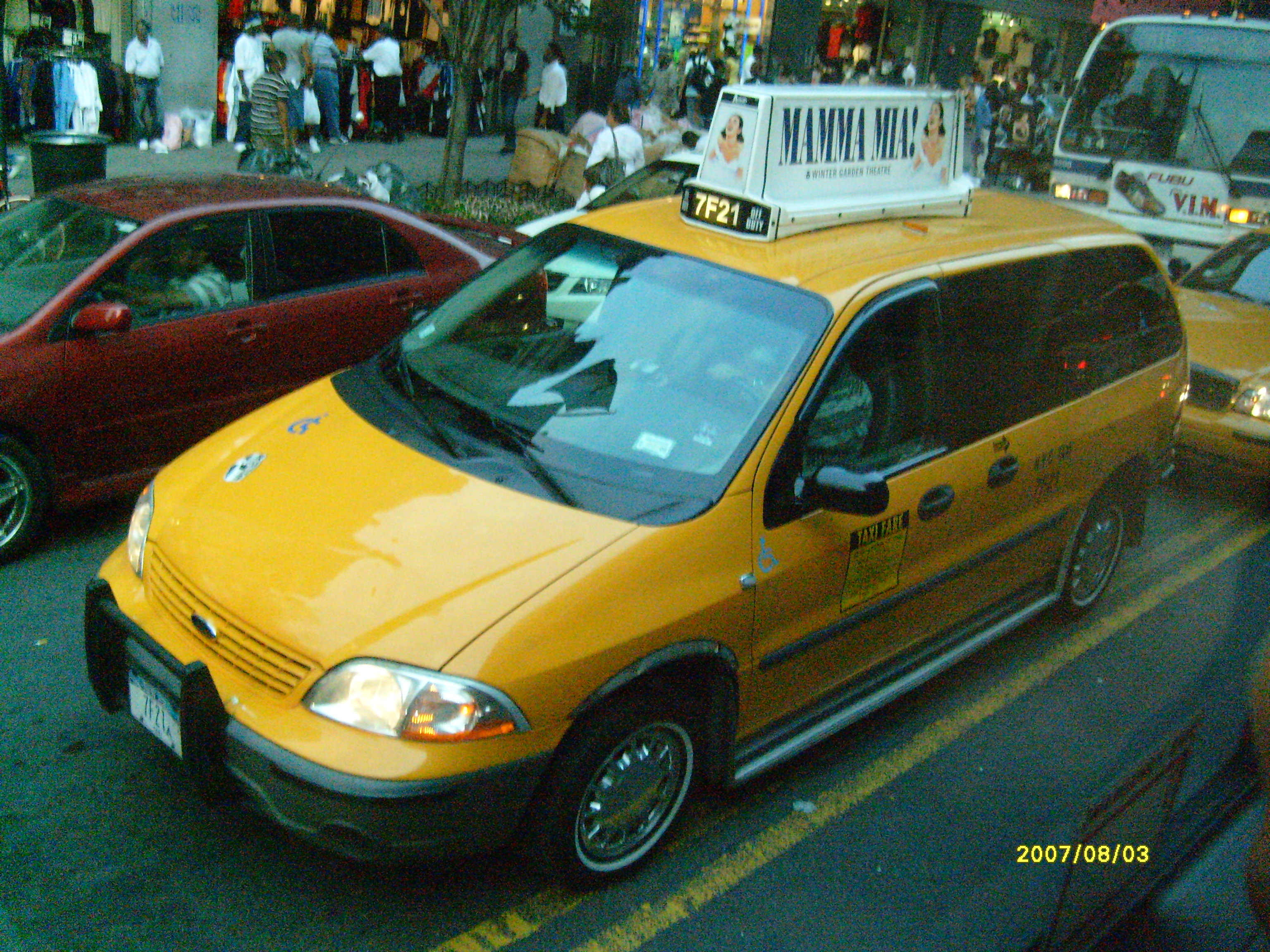
Nowojorska taksówka

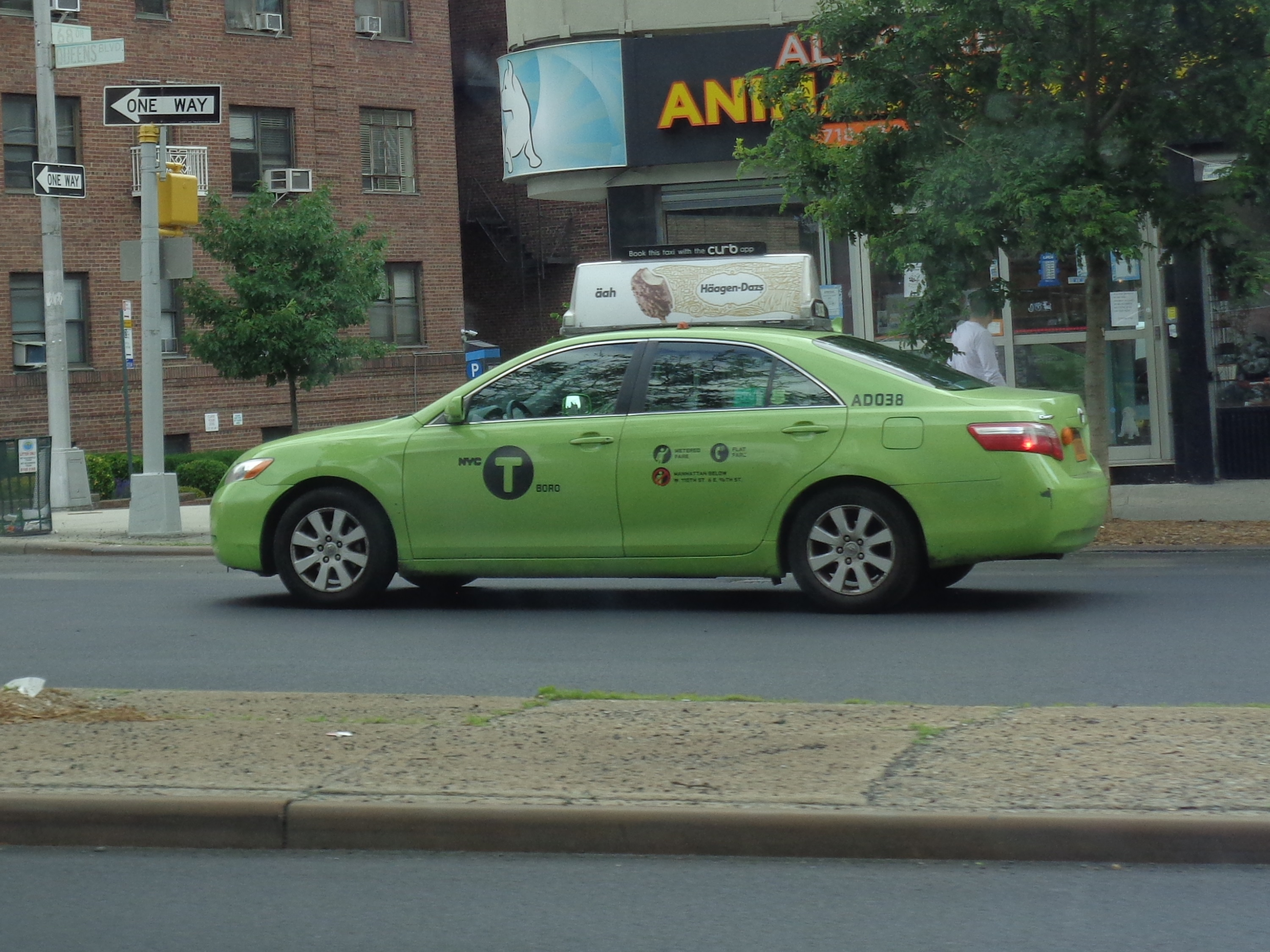
Taksówki typu Boro w kolorach limonkowych (mieszanina żółty z zielonym)

Taksówki w Nowym Jorku – charakterystyczne, żółte taksówki, poruszające się po Nowym Jorku.
Każda autentyczna taksówka nowojorska (Yellow Cab) ma zamocowany na przodzie maski oficjalny medalion, a wewnątrz płytę z grubego plastiku, dzielącą kierowcę od pasażerów. Na dachu taksówki są dwa oznaczenia świetlne. Jeśli numer taksówki jest włączony, oznacza to, że taksówka jest wolna i przyjmuje pasażerów; jeśli światło off-duty jest włączone lub wszystkie światła są wyłączone, oznacza, że taksówka jest zajęta lub nie bierze pasażerów. Czasami jednak, pomimo wyłączonych obydwu świateł lub włączonego światła off-duty, taksówkarz zatrzyma się po czekającego pasażera – oznacza to, że taksówkarz kończy zmianę, ale jedzie w kierunku, w którym czeka pasażer, co daje mu ostatnią szansę na zarobek. Napiwek to generalnie 10–20% zapłaconej taryfy. Co więcej, pasażer jest odpowiedzialny za opłaty dodatkowe, jak na przykład przejazd przez mosty czy tunele. Od roku 2009 wszystkie nowojorskie taksówki są zobowiązane do przyjmowania płatności kartami kredytowymi.
Firma Nissan wygrała kontrakt opiewający na 1 mld dolarów amerykańskich dotyczący zastąpienia 13 000 nowojorskich taksówek Ford Crown Victoria modelem samochodu Nissan NV200. W przetargu Nissan pokonał m.in. Ford Motor i Karsan Otomotiv. Pierwsze dostawy zaplanowano na rok 2013. Dostawy mają potrwać 5 lat.